# Antonio Francés Pérez
Antonio Francés Pérez (Alcoi, 1976) és un polític valencià, alcalde de la ciutat d'Alcoi des del 2011.

## Biografia
Antonio Francés Pérez (Alcoi, 22 de gener de 1976), és diplomat en Ciències Empresarials, llicenciat en Administració i Direcció d'Empreses i polític valencià. Milita en el PSPV-PSOE des de 1995 i va ser secretari general de l'agrupació local durant deu anys (2008-2018). Va ser triat regidor de l'ajuntament d'Alcoi en 2007, alcalde pel PSPV-PSOE l'11 de juny de 2011, sent reelegit Alcalde d'Alcoi en les eleccions de 2015 i 2019. Diputat Provincial en la Diputació d'Alacant des de les eleccions de 2015, i Portaveu del Grup Socialista de la Diputació des de juliol de 2019. President del Consorci de les Comarques Centrals des d'abril de 2016 fins a març de 2020 i, actualment, és el responsable de política comarcal de la Comissió Executiva Nacional dels Socialistes Valencians.

## Trajectòria política
De família vinculada a la política i en concret al PSPV-PSOE, Antonio Francés Pérez s'integra com a militant del Partit Socialista l'any 1995. Des de llavors va ser membre de diferents executives locals fins que en les eleccions municipals de l'any 2007 va accedir en la candidatura socialista a la llista electoral municipal amb el número 6. Aquesta posició li valdria per a formar part del Grup Municipal Socialista com a regidor a l'Ajuntament d'Alcoi.
En el 2008, va ser elegit com a secretari general local del PSPV-PSOE, llavors principal partit de l'oposició. Aqueix mateix any, exercint ja el seu càrrec de Secretari General, assumeix el càrrec de portaveu del seu partit a la ciutat.
A l'octubre de 2010, és nomenat candidat a l'alcaldia d'Alcoi en el procés de primàries de l'Agrupació Local Socialista. Després dels resultats en les eleccions municipals de 2011, es converteix en alcalde gràcies als vots en la investidura de BLOC-Compromís, d'Esquerra Unida i del propi PSPV-PSOE.
El 16 de novembre de 2012, el BLOC-Compromís va anunciar la seua retirada del govern municipal, integrat des de llavors pel PSPV-PSOE i EU, amb Antonio Francés com a alcalde.
En les eleccions locals de maig de 2015, Antonio Francés repeteix com a candidat en representació del PSPV-PSOE d'Alcoi, el qual resulta el partit més votat obtenint 9 regidors a l'Ajuntament d'Alcoi, proclamant, a Antonio Francés, Alcalde d'Alcoi i encapçalant així un govern en minoria en una corporació amb 5 grups municipals: PSPV-PSOE (9 regidors), Guanyar Alcoi (5 regidors), Ciutadans (4 regidors), Partit Popular (4 regidors) i Compromís (3 regidors).
El mes de juliol d'aqueix mateix any, 2015, Antonio Francés és elegit com a nou Diputat Provincial en la Diputació d'Alacant representant a la comarca de la Muntanya.
A l'abril de 2016, Francés va ser elegit President del Consorci de les Comarques Centrals Valencianes, el qual va suposar la reactivació d'un organisme creat en 1999 i que va deixar d'estar operatiu en 2004. Francés va ostentar aquest càrrec fins a març de 2020.
Al maig de 2019, Francés guanya les eleccions municipals, on el PSPV-PSOE va fregar la majoria absoluta, aconseguint tres edils més que en 2015 i 12.603 vots, triplicant en nombre de vots a la segona força política més votada. El juny de 2019, Antonio va ser proclamat Alcalde d'Alcoi, iniciant així una nova legislatura amb un context polític local fraccionat, quedant la corporació municipal de la següent manera: PSPV-PSOE 12 regidors, PP 4 regidors, amb 2 edils els grups municipals de Compromís, Ciutadans, Podemos i Guanyar i, la formació de Vox amb 1 edil.
Al juliol de 2019, Toni Francés es va convertir en el portaveu socialista en la Diputació d'Alacant. El 2023 va tornar a guanyar les eleccions municipals, sent reelegit alcalde.